# Vivi Flindt
Vivi Flindt (født Vivi Gelker) (født 22. februar 1943 i København) er en dansk balletdanser. Hun var i 1960'erne og 1970'erne en af Den kongelige Ballets helt store profiler.
Vivi Flindt er datter af solofløjtenist Ellton Groth Gelker og Else Margrethe Freundlich. I 1951 blev hun optaget på Det Kongelige Teaters balletskole. Efter afgangseksamen blev hun ansat samme sted som danser i 1961 og blev i 1967 udnævnt til solodanser.
Som uddannet og trænet i klassisk ballet og Bournonvilleskolen dansede hun bl.a. partier som Birthe i Et Folkesagn, Rosita i Fjernt fra Danmark, Louise i Livjægerne på Amager, Snedronningen i Nøddeknækkeren og Svanilda i Coppelia.
Det var imidlertid ikke disse roller, der gav hende den helt store berømmelse, men derimod det moderne repertoire. Her fik hun stor succes i balletter som Aureole (af Paul Taylor) (i denne ballet dansede man for første gang i bare tæer (1968)), som Columbine i Pierrot Lunaire (af Glen Tetley), i titelpartiet i Frøken Julie (af Birgit Cullberg), som Desdemona i Morens Pavane (af José Limón). Ægtefællen Flemming Flindt skabte en række værker til hende, som hun dansede til triumf. Det var f.eks. partier som Mylady i De Tre Musketerer, den unge pige i Den Forunderlige Mandarin, bruden i Den Unge Mand Skal Giftes og det store parti i Dødens Triumf.
I 1978 forlod hun teatret sammen med sin daværende mand, Flemming Flindt, og var blandt andet tilknyttet balletten i Dallas i en årrække. I perioden 1982-89 stod hun for ledelsen af balletskolen, Dallas Ballet Academy. Hun var også medlem af truppen Rudolf Nureyev and Friends. Med denne gruppe turnerede hun i en årrække og dansede bl.a. Pierrot Lunaire sammen med Rudolf Nurejev.
I perioden 1994-96 var hun tilbage på Det Kongelige Teater, hvor hun fungerede som instruktør og lærer. Her gav hun også sin afskedsforestilling som danser i 1995 i balletten, Dødens Triumf.
I 1992 medvirkede hun i udgivelsen af bogen (med tilhørende video), Bournonville Ballet Technique, om August Bournonvilles teknik.

## Ægteskaber
Vivi Flindt blev den 28. januar 1970 gift med balletmester og koreograf Flemming Flindt. Hun fik to døtre i dette ægteskab: Bernadette (født 1970) og Vanessa (født 1974) med Flemming Flindt. Ægteskabet blev opløst i 1995.
Hun havde en datter, Tina (født 1964) fra et tidligere ægteskab.

## Hædersbevisninger
- 1974: Tagea Brandts Rejselegat
- 1974: Ridder af Dannebrog